# Plagiolepis plagiolepis
Plagiolepis plagiolepis é uma espécie de formiga do gênero Plagiolepis, pertencente à subfamília Formicinae.